# 風が燃えた
『風が燃えた』（かぜがもえた）は、1978年3月6日にTBS系列で放送された3時間ドラマ。視聴率は34.4％。

## 概要
伊藤博文（俊輔）とその妻・梅子（お梅）を主人公に、波瀾万丈の生涯を青年期と壮年期を2部構成で描いたドラマ。1977年8月29日に放送された3時間ドラマ『海は甦える』に続く第2弾の作品となった。提供は『海は甦える』と同じ日立グループ。

## キャスト
- 伊藤博文（俊輔：青年期）：三浦友和
- 伊藤博文（壮年期から老年期）：平幹二朗
- 伊藤梅子（お梅 青年期）：山口百恵
- 伊藤梅子（壮年期から老年期）：三田佳子
- 伊藤生子（博文の長女、後の末松謙澄夫人）: 真野響子
- 伊藤沢子（博文の次女、生子の異母妹）：高田みづえ

- 伊藤琴（博文の母）：赤木春恵
- 小村寿太郎：小坂一也
- 亀太郎（梅子の兄）: 財津一郎
- 妙[2]: 佐藤オリエ
- ：佐藤佑介
- 井上馨（壮年期）：宍戸錠
- 末松謙澄：篠田三郎
- 岩倉具視：鈴木瑞穂
- 山県有朋：高松英郎
- 乃木希典：垂水悟郎
- 風倉彦之進 [3]: 地井武男
- 大隈重信：津川雅彦
- ：長塚京三
- 児玉源太郎：南原宏治
- 金子堅太郎：長谷川哲夫
- 井上武子（馨の妻）：水原英子
- 井上馨（聞多：青年期）：森田健作
- 中江兆民：森本レオ
- 高杉晋作：山口崇
- 桂太郎：横内正
- おうの（晋作の妻）：吉田日出子

- 吉田松陰：加藤剛

- 木戸孝允：竹脇無我

- 伊藤十蔵（博文の父）：森繁久彌ほか

## スタッフ
- 原作：松浦行真
- 脚本：宮本研、阿井文瓶
- 音楽：大野雄二
- プロデューサー：大山勝美
- 演出：堀川敦厚
- ナレーター : 高橋昌也
- 主題歌：森山良子「愛の歴史」

## 関連作品
- 海は甦える（1977年8月29日放送）
- 獅子のごとく（1978年8月28日放送）
- 熱い嵐（1979年2月26日放送）
- 大いなる朝（1979年8月27日放送）
- 歴史の涙（1980年2月25日放送）
- 曠野のアリア（1980年8月25日放送）